# Neckeropsis gracilenta
Neckeropsis gracilenta är en bladmossart som beskrevs av Fleischer 1908. Neckeropsis gracilenta ingår i släktet Neckeropsis och familjen Neckeraceae. Inga underarter finns listade i Catalogue of Life.